# اضطراب التحكم في الاندفاع
اضطراب التحكم في الاندفاع هو فئة من الاضطرابات النفسية تتسم بالاندفاعية، أي فشل مقاومة الإغراءات والدوافع والعجز عن كتم فكرة أو حديث ما. يتسم عدد من الاضطرابات النفسية بالاندفاعية، ومنها اضطرابات إدمان العقاقير والإدمان السلوكي واضطراب نقص الانتباه مع فرط النشاط واضطراب الشخصية المعادية للمجتمع واضطراب الشخصية الحدي واضطراب المسلك وبعض اضطرابات المزاج.
نُشرت الطبعة الخامسة من دليل التشخيص والاحصائيات للاضطرابات العقلية التابع للجمعية الأمريكية للأطباء النفسيين في عام 2013، واحتوى الدليل على فصل جديد (لم يكن موجودًا في الطبعة الرابعة من الدليل) حول الاضطرابات المخربة، واضطرابات التحكم في الاندفاع، والاضطرابات الإجرائية، مغطيةً الاضطرابات المتسمة بـ«مشاكل ضبط النفس العاطفي والسلوكي». تتسم الاندفاعية بخمس مراحل سلوكية: الاندفاع، والتوتر المتزايد، والمتعة عند الفعل، والارتياح من الباعث، وفي الأخير شعور بالذنب (قد ينشأ وربما لا).

## الأنواع
لم تُصنف الاضطرابات المتسمة بالاندفاعية في الطبعة الرابعة من دليل التشخيص والاحصائيات للاضطرابات العقلية، ولكنها صُنفت في فئة «اضطرابات التحكم في الاندفاع غير المصنفة في مكان آخر». نُقل هوس نتف الشعر واضطراب كشط الجلد النفسي في الطبعة الخامسة من الدليل، إلى فصل الوسواس القهري. قد توجد بعض الاضطرابات الأخرى المتسمة بوهن التحكم في الاندفاع ولم تُصنف في تلك الفئة. تغير الاصطلاح في الدليل الخامس من «ما لم يُصنف غير ذلك» إلى «ما لم يُصنف في مكان آخر».

### الاندفاع الجنسي
ينطوي فرط النشاط الجنسي على إلحاح لممارسة السلوك الجنسي وأفكار جنسية ملحة. قد يؤدي هذا الاندفاع إلى العديد من العواقب في حياة الفرد، ومنها اختيار متهور للشريك الجنسي، وزيادة خطر الإصابة بالأمراض المنتقلة عبر الجنس والاكتئاب، علاوة على الحمل. لم يتعين مقدار انتشار الاضطراب نظرًا لسريته. لكن البحث العلمي في أول التسعينيات في الولايات المتحدة يظهر انتشارًا يُقدر بين 5-6% من سكان الولايات المتحدة، وتزداد نسبة الإصابة بين الذكور عن الإناث.

### إدمان الإنترنت
لم يُضف اضطراب إدمان الإنترنت إلى اضطرابات التحكم في الاندفاع إلا حديثًا. يتسم الاضطراب بالاستخدام المفرط المؤذي للإنترنت، وزيادة الوقت الذي يقضيه الفرد في الدردشة الإلكترونية أو تصفح الإنترنت أو المقامرة أو التسوق الإلكتروني، أو استهلاك المواد الإباحية. تشير التقارير إلى انتشار الاستخدام المفرط الإشكالي للإنترنت بين جميع الأعمار والفئات الاقتصادية والاجتماعية والمستويات التعليمية المختلفة. كان الظن المبدئي أن انتشار الاضطراب يزيد بين الذكور، ولكن لوحظ ارتفاع معدلاته بين الإناث أيضًا. هذا ولم تُجرَ أي دراسة وبائية لفهم انتشار الاضطراب بدقة حتى الآن.

### التسوق القهري
يتسم التسوق أو الشراء القهري بالإلحاح القهري للتسوق، حتى إذا لم يكن المريض بحاجة إلى تلك المشتريات. يُقدر انتشار اضطراب الشراء القهري في الولايات المتحدة بنحو 2-8% من السكان الراشدين، مع نسبة 80-95% منهم من الإناث. يُعتقد أن بدء الاضطراب يحدث في بواكر العشرينيات، ويُعتبر الاضطراب مزمنًا في العموم.

### هوس الحرائق
يتسم هوس الحرائق باندفاع وإلحاح مستمر لإشعال الحرائق عمدًا. يقل عدد الدراسات التي أجريت في مناطق الحرائق بسبب طبيعة الاضطراب. ولكن الدراسات على الأطفال والمراهقين المعانين من هوس الحرائق تشير إلى انتشاره بنسبة 2.4-3.5% في الولايات المتحدة. لوحظ انتشار إشعال الحرائق بين ذكور الأطفال والمراهقين عن الإناث من نفس العمر.

### الاضطراب الانفجاري المتقطع
الاضطراب الانفجاري المتقطع حالة سريرية يُصاب فيها الفرد بنوبات متكررة من العنف، غير المتناسب مع طبيعة المادة المثيرة لهذا العنف. أشارت الدراسات المبكرة إلى انتشار الاضطراب بنسبة 1-2% في الإعدادات السريرية، أجرى كوكارو وزملاؤه دراسة أخرى في عام 2004 أشارت إلى انتشار بنسبة 11.1% في كامل العمر و3.2% في شهر واحد، لدى العينة المتوسطة من الأفراد (العدد=253). قدرت تلك الدراسة انتشار الاضطراب لدى 1.4 مليون فرد في الولايات المتحدة، و10 مليون فرد في العمر كاملًا.

### هوس السرقة
يتسم اضطراب هوس السرقة بإلحاح اندفاعي للسرقة بغرض المتعة المحضة. لا يُعرف مدى انتشار هوس السرقة في الولايات المتحدة، تشير التقديرات حول الاضطراب إلى حضوره لدى كل 6 من 1000 فرد. يُعتقد أن هوس السرقة سبب لنحو 5% من سرقة المحال التجارية سنويًا. إذا كان ذلك صحيحًا، يُقدر عدد الاعتقالات في الولايات المتحدة سنويًا بسبب هوس السرقة بنحو 100 ألف حالة.

## الأعراض والعلامات
تختلف أعراض اضطراب التحكم في الاندفاع بناءً على العمر، والنوع الفعلي للاضطراب الذي يعانون منه، والبيئة التي يعيش فيها الفرد، وإذا كان ذكرًا أم كانت أنثى.

### المراضة المشتركة
قد تشمل مضاعفات مرض باركنسون مجموعة من اضطرابات التحكم في الاندفاع، منها اضطراب المأكل والشراء والمقامرة القهرية والسلوك الجنسي والسلوكيات المصاحبة (الولع، السلوك التكراري، والترحل على الأقدام). تقترح دراسات قياس الانتشار وجود اضطراب التحكم في الاندفاع لدى 13.6-36.0% من مرضى باركنسون، يظهرون على الأقل شكلًا واحدًا من اضطراب التحكم في الاندفاع. ثمة تزامن بين الإصابة بالمقامرة المرضية واضطرابات الشخصية، ويُعتقد أنها بسبب «القابلية الجينية» جزئيًا. تتشابه درجة وراثة اضطراب التحكم في الاندفاع مع غيره من الاضطرابات النفسية ومنها اضطراب إدمان العقاقير. يُحتسب خطر الإصابة بالمقامرة المرضية في جماعة ما بحساب خطر إدمان الكحول، أي 10-20% وراثيًا و3-8% بمسؤولية العوامل البيئية. ثمة معدل عالٍ من تصاحُب اضطراب التحكم في الاندفاع واضطراب نقص الانتباه وفرط النشاط..

## العلاج
لدى اضطراب التحكم في الاندفاع اختياران للعلاج: النفسي الاجتماعي والدوائي. تعتمد منهجية العلاج على المراضة المشتركة.

### الدواء
يؤخذ فلوفوكسامين وكلوميبرامين في حالة المقامرة المرضية، إذ يظهران فعالية علاجية، ويقللان من مشاكل المقامرة المرضية في المرضى بنسبة 90%. بينما أظهر كلومبيرامين فعاليته في هوس نتف الشعر، ولم يظهر فلوفوكسامين نفس الفعالية في العلاج. أظهر فلوكسيتين نتائج إيجابية في علاج اضطراب كشط الجلد النفسي، مع ضرورة زيادة البحوث للحصول على معلومات مؤكدة بشأن العلاج. أظهر تقييم فلوكسيتين في علاج اضطراب التحكم في الاندفاع تحسنًا ملحوظًا في تقليل حدة العنف الاندفاعي والانفعال وتكراريتهما في عينة مكونة من 100 فرد موزعين عشوائيًا على مدار 14 أسبوعًا، في دراسة مزدوجة التعمية. بالرغم من انخفاض السلوك الاندفاعي العنيف عن المستوى القاعدي، قُدرت نسبة الخاضعين للتجربة، الذين أظهروا تعافيًا كاملًا في نهاية الدراسة بـ44% من المستجيبين للفلوكسيتين، و29% من كل متناوليه. أظهر باروكسيتين فعاليته، ولكن النتائج لم تكن متسقة. يتضح أن دواءً آخر، إيسيتالوبرام، يحسن من تلك الحالة لدى الأفراد المصابين بالمقامرة المرضية مع أعراض اضطراب القلق. تقترح النتائج تفاوتًا عصبيًا في طيف اضطرابات التحكم في الاندفاع، وذلك بعد الحصول على نتائج متباينة في استجابتهم لاستخدام مثبطات استرداد السيروتونين الانتقائية.

### العلاج النفسي الاجتماعي
تشمل المقاربة النفسية الاجتماعية في علاج اضطراب التحكم في الاندفاع العلاج المعرفي السُّلوكي، الذي يشار إلى نتائجه الإيجابية في حالة المقامرة المرضية والإدمان الجنسي. ثمة إجماع عام حول العلاج المعرفي السلوكي ونموذجه الفعال في التدخل العلاجي.
المقامرة المرضية
ثبت نجاح كل من سلب الحساسية النظامي والمعالجة بالتبغيض والتكييف الباطني وسلب الحساسية التخيلي وترويض المحفز، في علاج مشاكل إدمان القمار، وثبتت فعالية «الأساليب المعرفية مثل التعليم النفسي والتوجيه النفسي والوقاية من الانتكاس».
هوس الحرائق
يصعب علاج هوس الحرائق لدى الراشدين بسبب امتناعهم عن التعاون. يُستخدم العلاج المعرفي السلوكي لدى الأطفال.
الاضطراب الانفجاري المتقطع
أظهر العلاج المعرفي السلوكي فعاليته في حالة الاضطراب الانفجاري المتقطع، بالتوازي مع الوسائل العلاجية الأخرى. يتكون الاسترخاء المعرفي ومهارات التكيف من 12 جلسة تبدأ بتدريب على الاسترخاء ويتبعه تعليمات معرفية، ثم يليه العلاج بالتعرض. يركز الجهد بعد ذلك على الاندفاعات العنيفة العصية واتخاذ الإجراءات الوقائية الأخرى.
هوس السرقة
في حالة هوس السرقة، تتكون الأساليب المعرفية السلوكية المستخدمة من سلب الحساسية الباطني، وسلب الحساسية التخيلي، وسلب الحساسية النظامي، والعلاج بالتبغيض، وتدريب الاسترخاء، و«مصادر بديلة للإشباع».
الشراء القهري
بالرغم من وقوع الشراء القهري تحت فئة اضطراب التحكم في الاندفاع ما لم يُنص على غير ذلك في دليل التشخيص الرابع، اقترح بعض الباحثين تكونه من سمات محورية تماثل اضطرابات التحكم في الاندفاع، وتشمل التوتر السابق على الفعل والإلحاح الاندفاعي عصي المقاومة والارتياح أو المتعة عند الفعل. لكن فعالية العلاج المعرفي السلوكي ليست مؤكدة، وتستخدم أساليب علاجية أخرى مثل وقاية التعرض والاستجابة، ووقاية الانتكاس، والتوجيه المعرفي، وسلب الحساسية الباطني، وترويض المحفزات.